# Klægsbøl Sogn
Klægsbøl  Sogn (på tysk Kirchspiel Klixbüll) er et sogn i det nordvestlige Sydslesvig, i det historiske Kær Herred (Tønder Amt), nu kommunerne Bosbøl og Klægsbøl i Nordfrislands Kreds i delstaten Slesvig-Holsten. 
I Klægsbøl Sogn findes flg. stednavne:
- Bodersbøl (Buttersbüll)
- Braagaard
- Bosbøl (Bosbüll)
- Bosbøl Mark
- Fly eller Flyde (Flühe)
- Kathale (Katal)
- Kærherredgaard (Karrhardehof)
- Klægsbøl (Klixbüll)
- Klægsbølgaard (Klixbüllhof)
- Ryggenstad (Rückenstadt)
- Vrågård (Wraagaard)